# Paolo da Caylina l'Ancien
Pour les articles homonymes, voir Caylina.
Paolo da Caylina l'Ancien (Paolo da Caylina il Vecchio en italien), également appelé Paolo da Brescia, est un peintre italien de l'époque de la Renaissance né à Brescia entre 1420 et 1430 et mort dans sa ville natale après 1486.

## Biographie
On a peu de détails sur la vie de Paolo da Caylina l'Ancien, appelé ainsi pour le distinguer de son fils Paolo  da Caylina le Jeune.
Sa date de naissance peut être située entre 1420 et 1430,.
En 1451, il habite à Brescia et, en 1458, il réalise un polyptyque pour l'abbaye S. Albano de Mortara. Ce polyptyque est conservé aujourd'hui à la Galerie Sabauda de Turin. L'œuvre porte l'inscription PAULUS BRIXIENSIS PINXIT et la date du 5 mars 1458 sur les marches du trône de la Vierge, sur le panneau central, ce qui permet de reconstruire avec plus de précision l'activité de l'artiste. Le polyptyque de Mortara montre clairement les influences subies par Paolo Caylina l'Ancien : d'un côté, les expériences lombardes et, de l'autre, la manière de Francesco Squarcione.

## Œuvres

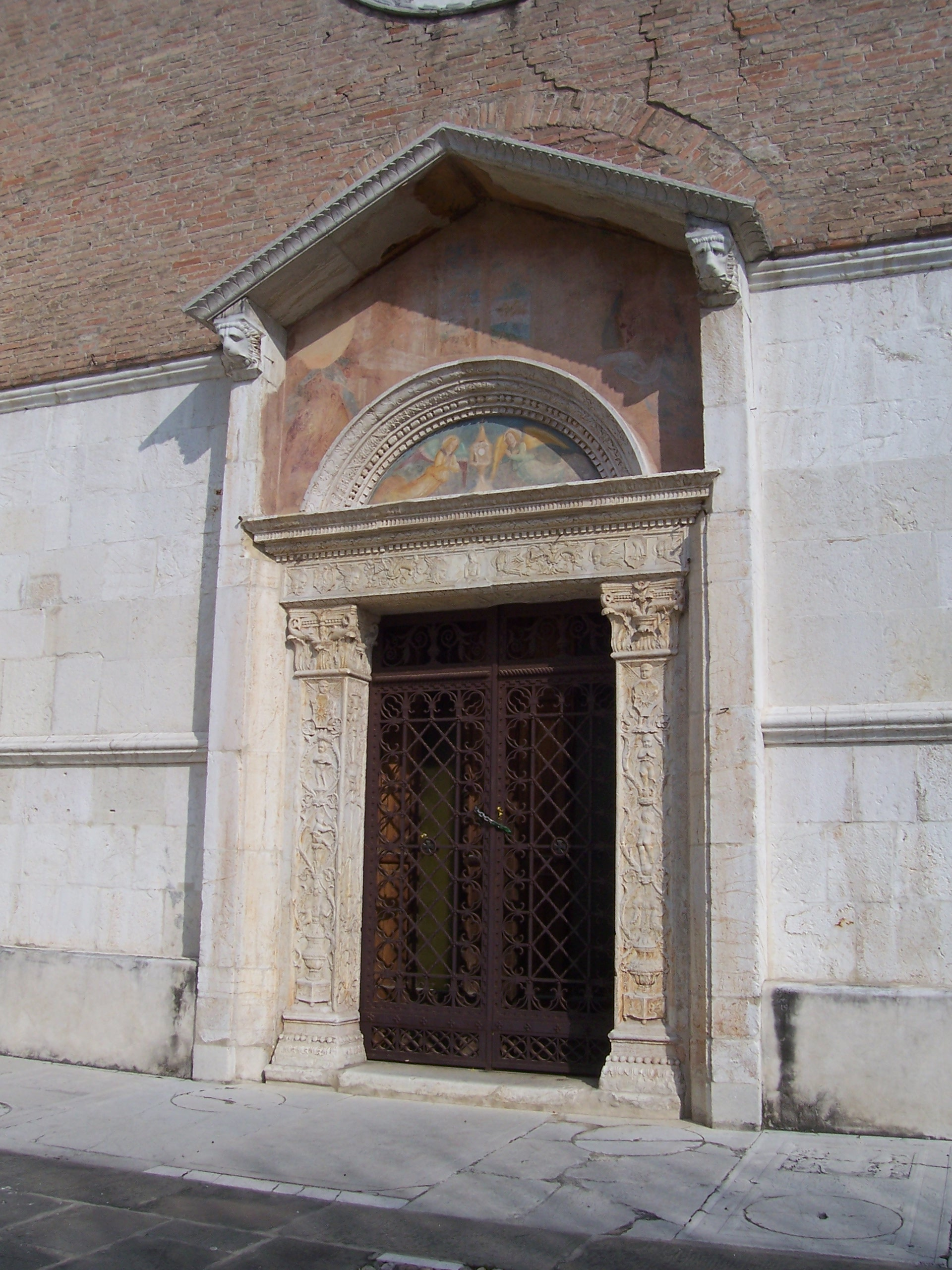
Fresque ornant le tympan du portail de l'église du Santissimo Corpo di Cristo (Brescia).

- Madonna col Bambino tra i santi Lorenzo e Ambrogio (La Vierge à l'Enfant entre saint Laurent et saint Ambroise), 1460-1480, église Saint-Nazaire-et-Saint-Celse de Brescia[4],[5] ;

- polyptyque avec la Vierge et l'Enfant entre quatre saints provenant de l'abbaye S. Albano de Mortara conservé aujourd'hui à la Galerie Sabauda de Turin[1] ;

- fresques du cloître de l'église Santa Maria degli Angeli, à Gardone Val Trompia (milieu du XVe siècle)[6] ;

- fresques représentant les Histoires de sainte Marthe de la Salle sainte Marthe de l'église de la Madeleine de Bienno[7] ;

- fresques votives San Rocco e un vescovo, San Sebastiano e un devoto, San Sebastiano e San Giovanni Evangelista, Madonna in trono con il Bambino, San Cristoforo e due angeli et San Giovanni Evangelista, un devoto e due angeli de la chapelle Santa Maria in San Giovanni de l'église San Giovanni Evangelista  de Brescia, signées  et datées de 1486[8] ;

- Due angeli in adorazione dell'Eucarestia, fresque de la fin du XVe siècle ornant le tympan du portail de l'église du Santissimo Corpo di Cristo à Brescia ;

- Pala dei Disciplini, fresque, 1460-1470, église Santa Maria del Carmine de Brescia.

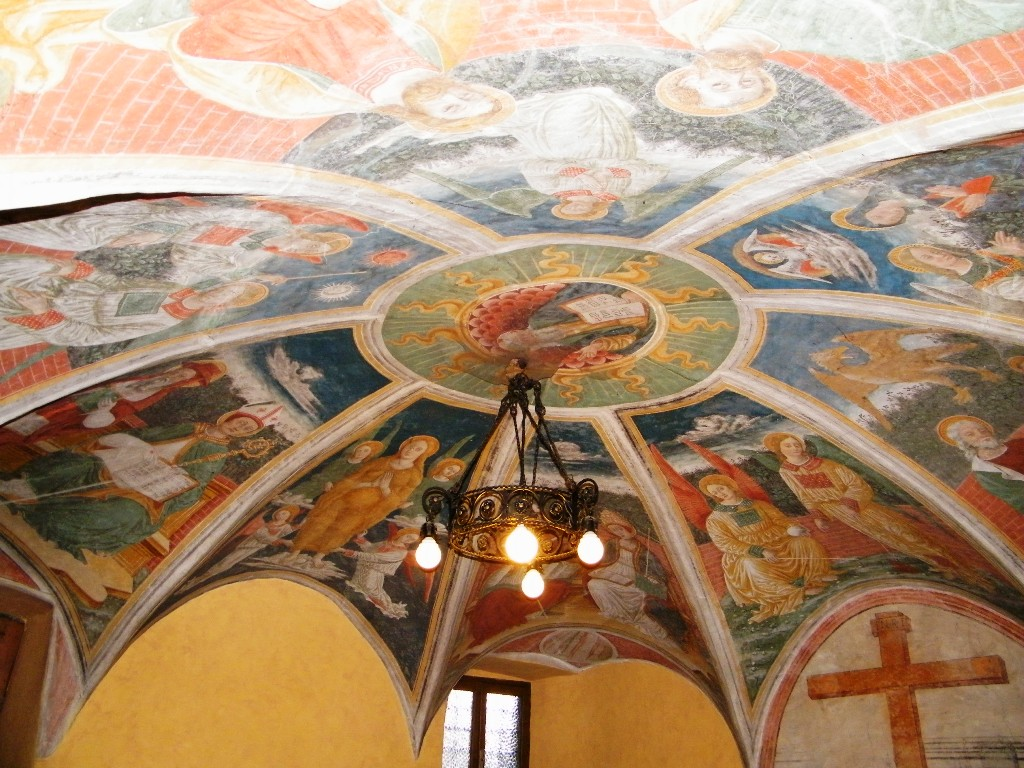
Fresques représentant les Histoires de sainte Marthe
Salle sainte Marthe de l'église de la Madeleine de Bienno.